# Ask i Embla

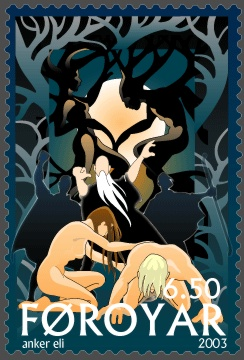
Ask i Embla na znaczku pocztowym

Ask i Embla – pierwsi mężczyzna i kobieta stworzeni przez bogów w mitologii nordyckiej.
Synowie Borra: Odyn, Wili i We. znaleźli dwie kłody na brzegu morza, z których utworzyli mężczyznę Askra (Jesiona) i kobietę Emblę (Wiąz). Odyn miał im dać duszę lub życie, Wili wiedzę, a We zmysły i wygląd zewnętrzny.